# يحيى بن سعدون القرطبي
ضياء الدين أبو بكر يحيى بن سعدون الأزدي القرطبي (1093 - 26 مايو 1172 ) عالم مسلم أندلسي في القرن السادس الهجري/ الثاني عشر الميلادي عاش معظم حياته بالمشرق العربي. هو عالم بالقراءات وعلوم القرآن والحديث والنحو واللغة ومن فقهاء المالكية. من أهل قرطبة وقرأ بها على ابن النحاس ثم رحل فقرأ بالمهدية وسمع بالإسكندرية والقاهرة ودخل بغداد فأخذ عن علمائها. وأقام بدمشق مدة ثم استوطن الموصل ورحل منها إلى أصفهان ثم عاد إليها وتوفي بها. له دلائل الاحكام.

## سيرته
هو يحيى بن سعدون بن تمام بن محمد الأزدي القرطبي، أبو بكر،‌ ضياء الدين. ولد بقرطبة سنة 486 هـ/ 1093 م وقرأ بها على ابن النحاس ثم رحل فقرأ بالمهدية وسمع بالإسكندرية والقاهرة ودخل بغداد فأخذ عن علمائها.

ثم أقام بدمشق مدة ثم استوطن الموصل ورحل منها إلى أصفهان ثم عاد إليها وتوفي بها في عيد الفطر 567 هـ/ 26 مايو 1172 م. 

قال ابن خللكان أنه كان ثقة صدوقاً أخذ عنه شيوخ ذلك العصر.

## شيوخه وتلاميذه
أخذ القراءات عن أبي القاسم خلف بن النخاس بقرطبة ، وعن أبي القاسم بن الفحام بالإسكندرية. 

وسمع من أبي محمد بن عتاب، ومحمد بن بركات السعيدي، وأبي صادق مرشد المديني، وأبي جعفر أحمد بن عبد الحق، وأبي بكر محمد بن سعيد الضرير مقرئ المهدية، وأبي عبد الله محمد بن أحمد الرازي صاحب السداسيات، والمحدث رزين بن معاوية، وسار إلى أن بلغ خوارزم، وأخذ عن الزمخشري ، وسمع ببغداد من ابن الحصين، وأبي العز ابن كادش، وبدمشق من جمال الإسلام السلمي.

قال ابن خلكان أنه كان ثقة صدوقاً أخذ عنه شيوخ ذلك العصر. وذكر السمعاني انه اجتمع به بدمشق وسمع منه.

## مؤلفاته
- دلائل الاحكام
- أرجوزة الولدان وتعرف أيضا بـ المقدمة القرطبية و منظومة القرطبي.